# Pyrenecosa
Pyrenecosa is een geslacht van spinnen uit de familie wolfspinnen (Lycosidae).

## Soorten
De volgende soorten zijn bij het geslacht ingedeeld:
- Pyrenecosa pyrenaea (Simon, 1876)
- Pyrenecosa rupicola (Dufour, 1821)
- Pyrenecosa spinosa (Denis, 1938)